# Goran Šaula
Goran Šaula (in serbo Гopaн Шaулa?; Novi Sad, 1º settembre 1970) è un ex calciatore jugoslavo, di ruolo difensore.

## Carriera

### Club
Tra il 1990 ed il 1996 ha giocato con il Vojvodina, per poi trasferirsi al Compostela, con cui giocherà fino al 2000 per poi ritirarsi.

### Nazionale
Con la Nazionale jugoslava conta 8 presenze.